# Wang Rong (dinastija Jin)
Wang Rong (234. – 305.) je bio kineski general i učenjak koji je služio dinastiju Jin pred kraj perioda Tri kraljevstva. Sudjelovao je u pohodu kojim je 280. pokorena država Istočni Wu i tako ponovno ujedinjena Kina. Poslije se pridružio kružoku učenjaka poznatih kao Sedam mudraca Bambusovog gaja.